# Форино, Фердинандо
Фердинандо Форино (итал. Ferdinando Forino; 1837, Неаполь — 6 декабря 1905, Рим) — итальянский виолончелист. Отец Луиджи Форино.
Учился в консерватории Сан-Пьетро-а-Майелла у Гаэтано Чанделли. В 1864 г. перебрался в Рим, в первую очередь как участник струнного квартета Туллио Рамачотти. С 1867 г. солист оркестра римского театра «Аполло». С 1881 г. участник Римского квинтетного общества во главе с Джованни Сгамбати (с 1893 г. так называемый Квинтет королевы, патронессой которого была Маргарита Савойская). Профессор виолончели в Национальной академии Санта-Чечилия со времени её основания.
Автор виолончельного концерта, многочисленных пьес для своего инструмента, в том числе сюит на мотивы известных опер Джузеппе Верди и Пьетро Масканьи.